# إميل إيفرسون
إميل إيفرسون (بالإنجليزية: Emil Waldemar Iverson)‏ هو عالم إنسان أمريكي، ولد في 2 نوفمبر 1892 في كوبنهاغن في الدنمارك، وتوفي في 21 فبراير 1960 في شيكاغو في الولايات المتحدة.

## وصلات خارجية
- إميل إيفرسون على موقع HockeyDB.com (الإنجليزية)